# SCOS-2000

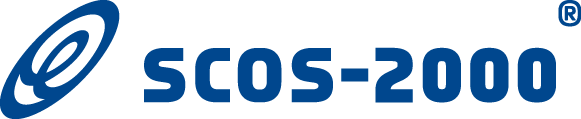
Logo del software

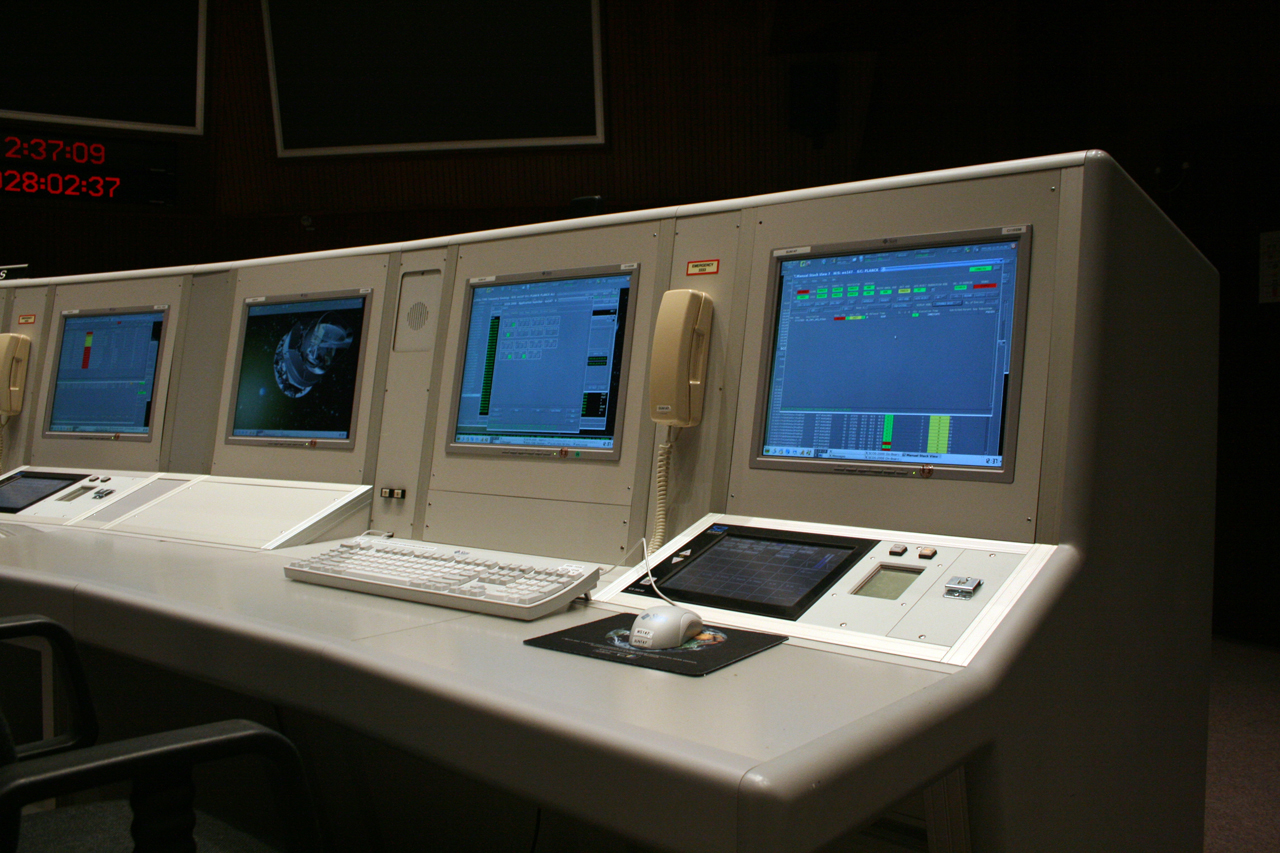
La sala di controllo principale del Centro europeo per le operazioni spaziali di Darmstadt.

SCOS-2000 è il nome dato al software di controllo missione dell'Agenzia Spaziale Europea. Originariamente sviluppato per supportare le missioni dell'ESA, ora il software è utilizzato anche nella ricerca e nella tecnologia spaziale.
SCOS-2000 è stato realizzato sulle conoscenze acquisite dopo più di 30 anni di lavoro coi satelliti all'ESOC e sull'esperienza ottenuta con lo sviluppo dei suoi predecessori, MSSS, SCOS-1 e SCOS-2. È stato usato per la prima volta durante il lancio e la prima fase di volo orbitale dell'MSG-1 nell'agosto 2002 ed attualmente è utilizzato nelle missioni dell'ESA lanciate dopo quella data (INTEGRAL, Mars Express e SMART-1).
Sin dal suo primo rilascio, SCOS-2000 è stato perfezionato e migliorato. Il primo rilascio girava sul sistema operativo Sun Solaris, ma il codice sorgente è stato modificato nel 2001 per renderlo compatibile con Linux. La versione per Linux permette di sfruttare l'architettura Intel a basso costo ed è già stata usata fuori dall'ESA grazie allo schema che permette l'utilizzo del software gratuitamente per l'industria europea. La versione per Linux è stata usata dall'ESA anche nelle missioni Herschel Space Observatory e Planck Surveyor.